# Thomas Bergersen
Thomas Jacob Bergersen (* 4. Juli 1980 in Trondheim, Norwegen) ist ein norwegischer Komponist. Er war Mitgründer der Firma Two Steps from Hell, welche Trailermusik produzierte.

## Karriere
Bergersen begann seine musikalische Karriere als Demoscener und schrieb getrackte Module unter dem Namen Lioz in der Gruppe Index. Er ist ein Multiinstrumentalist, der Klavier, Violine, Trompete und verschiedene andere Musikinstrumente beherrscht. Bergersen arbeitete 2007 mit dem norwegischen Künstlerkollegen Boom Jinx an der Trance-Single Remember September. Im Mai 2010 veröffentlichten Bergersen und sein Geschäftspartner Nick Phoenix das Debütalbum von Two Steps from Hell mit dem Titel Invincible. Im Jahr 2011 veröffentlichte er sein erstes Soloalbum Illusions. Mehrere weitere kommerzielle Albumveröffentlichungen folgten, darunter Archangel und SkyWorld. Bergersen trat 2013 bei einem Live-Konzert in der Walt Disney Concert Hall auf. 2010 komponierte Bergersen die Originalmusik für den Film The Human Experience. 2014 folgte sein zweites Soloalbum Sun. Seit 2011 hat er auch mehrere kommerzielle Singles veröffentlicht, darunter Heart und The Hero in Your Heart.
Thomas Bergersen und Nick Phoenix kündigten am 8. April 2024 über soziale Medien an, getrennte Wege zu gehen und somit nicht mehr unter dem Namen Two Steps From Hell zu komponieren.

## Musik
Bergersen ist nach eigenen Aussagen von unterschiedlichen Musikern und Komponisten wie Wolfgang Amadeus Mozart und Katy Perry beeinflusst worden. Er zählt Gustav Mahler zu seinen wichtigsten Inspirationsquellen. Bergersen lehnt das Konzept von Musikgenres ab, da es seiner Meinung nach Musik durch Klassifizierung auf bestimmte Strukturen beschränkt. Aus diesem Grund vermeidet er es generell, Genres und Branchenkonventionen zu folgen. Er lebt und arbeitet in Los Angeles.

## Privates
Das Lied Cassandra auf demselben Album wurde von seiner damaligen Freundin inspiriert. Bergersen ist passionierter Computerspieler.

## Diskografie

### Solo

#### Alben
- 2011: Illusions[11]
- 2014: Sun[12]
- 2024: A Christmas Carol

#### Humanity (Serie)
(Quelle: )
- 2020: Humanity – Chapter I
- 2020: Humanity – Chapter II
- 2021: Humanity – Chapter III
- 2021: Humanity – Chapter IV
- 2023: Humanity – Chapter V

#### Symphonien
- 2018: American Dream[14]
- 2019: Seven[15]

### Singles und EPs
- 2011: Heart
- 2013: The Hero in Your Heart
- 2014: Autumn Love
- 2014: That’s a Wrap
- 2014: Into Darkness
- 2015: Children of the Sun
- 2016: Threnody for Europe
- 2018: Dear Mr. Alien
- 2018: You Are Light
- 2018: Imagine
- 2018: In Orbit
- 2018: Brightest Smile
- 2019: Catch Me
- 2019: Next to You
- 2019: Little Star
- 2020: Little Star (Instrumental)
- 2020: So Small
- 2020: The Stars Are Coming Home
- 2021: Love Suite
- 2021: Red
- 2022: Songs for Ukraine
  - Wings for Ukraine
  - Shield of Love
  - Lament for our Children

- 2023: Night Queen
- 2023: Memoria
- 2023: Am I Real
- 2023: Bloom
- 2023: You Gave Me Christmas
  - You Gave Me Christmas (Feat. Veronika Moan)
  - Julen Du Ga Meg (Feat. Veronika Moan)
  - Vánoční Vzpomínka (Feat. Kamila Nývltová)
  - Me Regalaste La Navidad (Feat. Charlotte Summers)
  - You Gave Me Christmas (Feat. Capellen Choir)

### Alben mit Two Steps from Hell
- 2006: Volume 1
- 2006: Shadows and Nightmares
- 2007: Dynasty
- 2007: All Drums Go to Hell
- 2007: Pathogen
- 2007: Nemesis
- 2008: Dreams & Imaginations
- 2008: Legend
- 2008: Ashes
- 2009: The Devil Wears Nada
- 2010: Power of Darkness
- 2010: All Drones Go to Hell
- 2010: Illumina
- 2010: Invincible
- 2011: Archangel
- 2011: Balls to the Wall
- 2011: Nero
- 2011: Sinners
- 2012: Two Steps from Heaven
- 2012: SkyWorld
- 2013: Classics Volume 1
- 2014: Miracles
- 2015: Battlecry
- 2015: Star Sky
- 2015: Victory
- 2015: Classics Volume 2
- 2016: Vanquish
- 2017: Unleashed
- 2019: Dragon
- 2022: Myth
- 2022: Live - An Epic Music Experience